# Jean Duvieusart
Jean Duvieusart (ur. 10 kwietnia 1900 w Frasnes-lez-Gosselies, zm. 10 października 1977 w Couillet) – belgijski polityk, premier.
W 1944 został członkiem Izby Reprezentantów, a w 1949 senatorem. Dwukrotnie był ministrem gospodarki i klasy średniej (1947–1950, 1952–1954). W 1950 przez dwa miesiące pełnił funkcję premiera Belgii. W latach 1964–1965 zajmował stanowisko przewodniczącego Parlamentu Europejskiego.